# Christian Haase (Musiker)

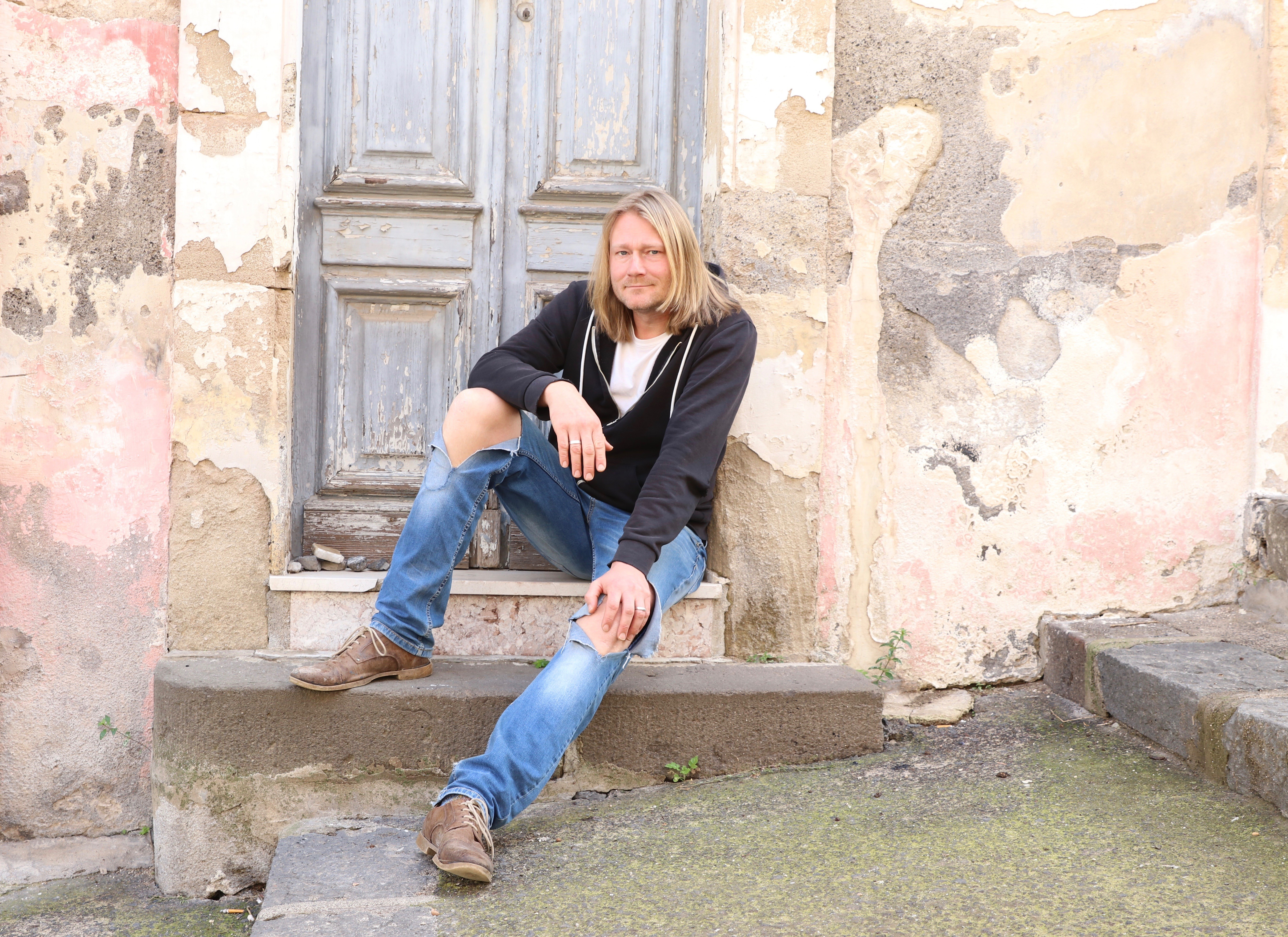
Christian Haase 2018

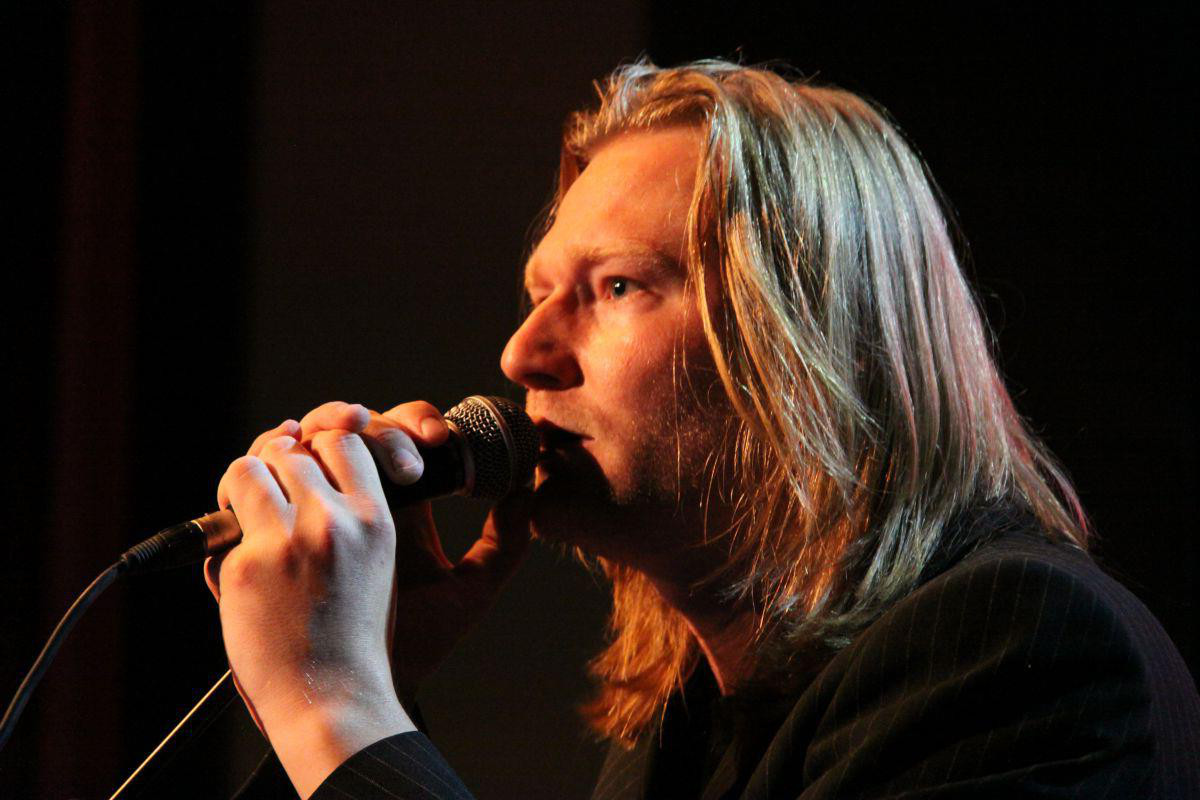
Christian Haase, 2011

Christian Haase (* 1. April 1981 in Leipzig) ist ein deutscher Liedermacher und Rockmusiker.

## Leben
Christian Haase ist seit seiner Kindheit mit Musik und Theater verbunden, nahm Gitarren- und Schauspielunterricht und schrieb bereits als Elfjähriger eigene Songs.
Erste Konzerte spielte Haase ab 1995 mit seiner Schülerband „The Coloured Carrots“, die zusammen mit dem Label „Bromologic“ 1996 die EP „Räudig“ veröffentlichte.
Während der Gitarrist und kreative Kopf der Band Jan Masanetz auf englischsprachige Lieder setzte, entschied sich Haase entsprechend seinen Vorbildern Rio Reiser und Selig für eigene Kompositionen mit deutschen Texten. 1998 brach Haases erste Band auseinander.
Unter der Marke „haase & band“ gelangten 1999 die EP „HoffnungsLos“ und die Bootleg-CD „Zahltag“ in Umlauf. Mit Solo-Konzerten und Auftritten mit Band erspielte sich Haase sein Publikum. 2002 erschien die erste offizielle Studio-Produktion: Die EP „feen & wölfe“. Es folgten Konzertreisen durch Ungarn und Russland sowie immer wieder kleinere und größere Gigs in Deutschland.
Mit dem Chanson-Programm „Gefälschte Frauen“ (Klavier: Enrico Wirth) entdeckte Haase die Kleinkunst. Ein Metier, das ihn prägte.
Im Dezember 2004 veröffentlichten „haase & band“ ihr erstes Album „Bleiben“, das den Songpoeten in die „Oberliga der deutschen Liedermacher katapultiert(e)“ (Leipziger Volkszeitung).
2006 schlug das Musikmagazin Melodie und Rhythmus den zweiten Longplayer „zwölfeinhalb“ zum Album des Jahres vor. Haase verbrachte den Sommer auf der Burg Ziesar und spielte in der aufwändigen Theater-Produktion „Wildwasser“ eine von Publikum und Kritik gefeierte Hauptrolle.
2009 wurde das Solo-Album „nimmersatt“, auf dem Haase alle Instrumente selbst einspielte, für den „Vierteljahrespreis der Deutschen Schallplattenkritik“ nominiert.
Zusammen mit dem Regisseur Stephan Koch brachte Haase das Theaterstück „Faust – was für eine Tragödie“ auf die Bühne und spielte eine Rolle im Tournee-Theater „Albrecht, der Bär“.
2010 verlegte der gebürtige Leipziger seinen Lebensmittelpunkt nach Berlin. Er traf auf den Gitarristen und Produzenten René Schostak. Ihr gemeinsam erarbeitetes Album „die besseren Zeiten“ erschien 2011 noch unter dem Namen „haase & band“ bei der Plattenfirma SPV. Erstmals wurden die Lieder auch überregional im Rundfunk gespielt.
Zwei Jahre später veröffentlichte Christian Haase wieder mit SPV das Album „Alles was gut ist“ unter seinem Namen, welches aber hinter den Erwartungen zurückblieb.
Filmregisseur Johannes Grieser entdeckte Haases Lied „wenn man liebt“, das in der neu aufgenommenen Version „wenn man liebt (Ritter)“ 2014 im Fernsehfilm „Für immer ein Mörder – Der Fall Ritter“ eine dramaturgische Grundlage bildete.
Haase gründete 2015 sein eigenes Label mit angeschlossenem Musikverlag hTMV (Haase.Tonträger.Musik.Verlag) und brachte sein bislang erfolgreichstes Album auf den Markt: „Album Nr. 6“. Im März 2016 erschien sein siebtes Studio-Album „Träum doch mal von Blumen“. Nach 9 Jahren und vier Alben trennten sich die Wege von Christian Haase und seinem Gitarristen und bisherigen Produzenten René Schostak im April 2018.
Für die Produktion von „Die Korrektur“, ein Album, das im Mai 2018 erschien, ging Haase teils mit anderen Musikern ins Studio und nahm die elf Lieder in nur zwei Tagen auf.
Die dazugehörige Korrektour führte Haase & Band in einer Viermann-Besetzung durch 11 Städte Deutschlands. Mit Robert Memmler am Schlagzeug, Daniel Dexter am Piano und Tanja-Maria Hirschmüller an Saxofon und Klarinette.
Christian Haase singt seit 2010 in der Band „Die Seilschaft“ als Nachfolger des verstorbenen Liedermachers Gerhard Gundermann und lebt mit Frau und Kind abwechselnd in Berlin und auf Sizilien.

## Diskografie
- Räudig (EP), 1996
- HoffnungsLos (EP), 1999
- Zahltag (bootleg), 2000
- feen & wölfe (EP), 2001
- bleiben, 2004
- zwölfeinhalb, 2006
- nimmersatt, 2008
- die besseren Zeiten, 2011
- Alles was gut ist, 2013
- Album Nr. 6, 2015 (CD und auf 250 Stück limitierte Vinyl Schallplatte)
- Träum doch mal von Blumen, 2016 (CD und auf 250 Stück limitierte Vinyl Schallplatte)
- Korrektur, 2018 (CD, MC, LP)

## DVD
Sampler (u. a. m.)
- Alle oder Keiner - Tribut an Gerhard Gundermann, 21. Juni 2008, Columbiahalle Berlin, Buschfunk
- Wind trägt alle Worte fort... - Konzert für Franz Bartzsch, 7. März 2010, Kosmos Berlin, Sony Music